# Samsung Galaxy Z Fold 3 5G et Z Flip 3 5G
Les Samsung Galaxy Z Fold 3 5G et Samsung Galaxy Z Flip 3 5G sont deux smartphones pliants Android produits par la société Samsung Electronics et lancés le 11 août 2021 lors de l'événement Samsung Unpacked. Ils font partie de la série haut de gamme des Galaxy Z et succèdent aux Galaxy Z Fold 2 et Galaxy Z Flip.
Bien qu'il s'agisse de la deuxième itération du Z Flip, le deuxième modèle porte le nom de Z Flip 3 pour plus de cohérence avec le Z Fold 3,.
Le premier modèle est une tablette qui peut être pliée et devenir un smartphone, tandis que le second est un téléphone à clapet.

## Lancement
Le Samsung Galaxy Z Flip 3 a été lancé le 11 août 2021 par Samsung Electronics.

## Caractéristiques
Alors que le Galaxy Z Fold 3 peut être plié pour en faire un smartphone au lieu d'une tablette lorsqu'il est déplié, le Z Flip est un smartphone qui peut être plié pour être transporté. L'écran secondaire permet de regarder des widget comme l'heure ou les notifications.

### Écran
Le Galaxy Z Flip 3, comporte deux écrans. Le Galaxy Z Flip 3 est le plus petit smartphone pliant de Samsung avec un écran flexible Dynamic AMOLED de 6,70 pouces 2640 x 1080 pixels (425 ppi) avec taux de rafraichissement à 120 Hz l'intérieur secondé par une petite dalle externe Super AMOLED de 1,90 pouce 260 x 512 pixels.

### Autres caractéristiques
Il est équipé d'un processeur octa-core avec 8 Go de RAM, et d'une batterie de 3300 mAh. Le Samsung Galaxy Z Flip 3 prend en charge la recharge sans fil à l'arrière ; il contient un appareil photo principal de 12 mégapixels d'ouverture f/1,8 et de taille de pixel de 1,4 micromètre et un appareil photo de 12 mégapixel avec une ouverture f/22 et une taille de pixel de 1,12 micromètre, la camera arrière configure à une mise au point automatique. La caméra frontale a 10 mégapixels et l'arrière 12 mégapixels plus 12 mégapixels. Le Galaxy Z Flip 3 contient 256 Go de stockage intégré, mesure 166 × 72,20 × 6,90 m et pèse 183 g. Il existe en trois couleurs crème, vert, lavande, noir fantôme (couleurs exclusives à Samsung.com - gris, blanc et rose).
Il inclut un Wi-Fi 802.11, un GPS, un Bluetooth v5.10, NFC et USB Type-C.

## Logiciel
Le Samsung Galaxy Z Flip 3 exécute One UI est basé sur Android 11. 

## Galerie

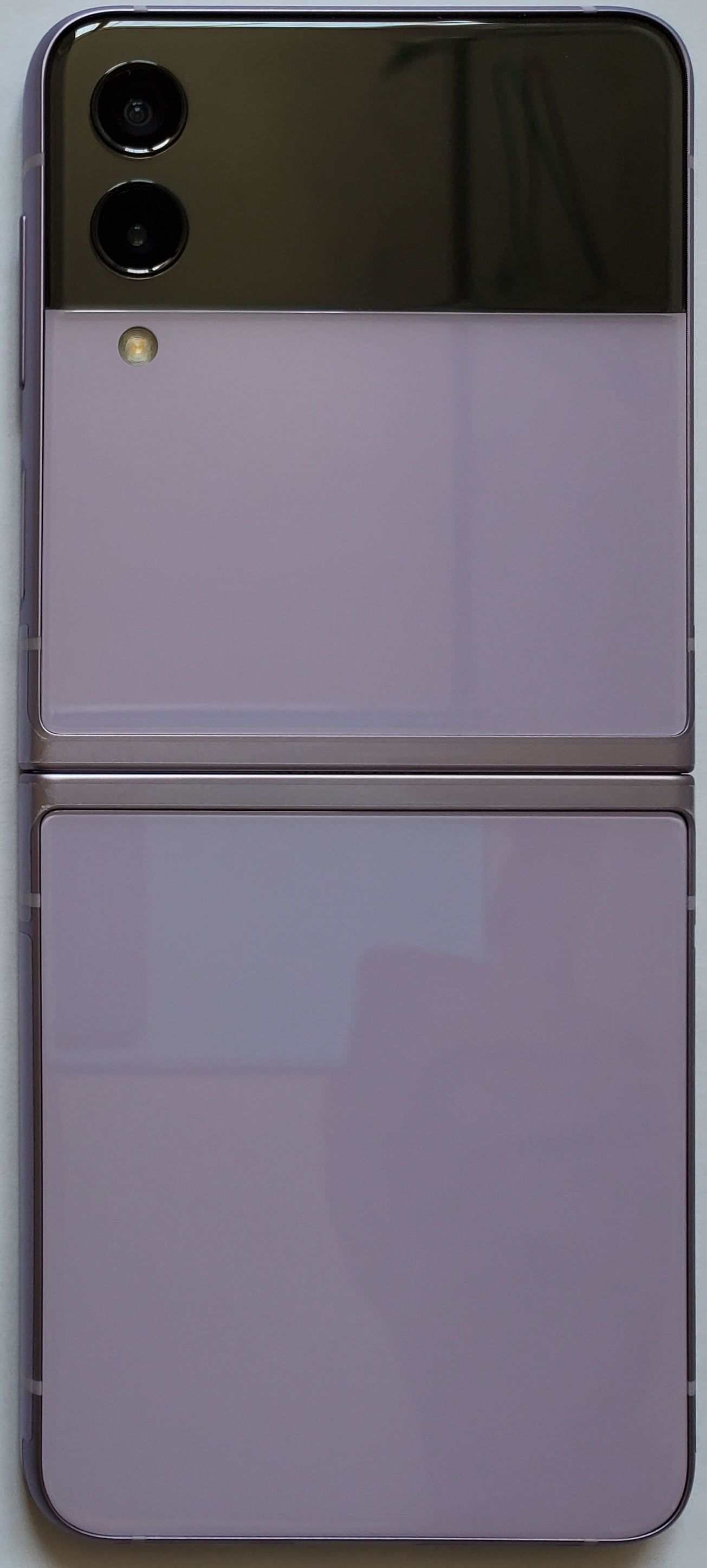
Vue arrière du Samsung Galaxy Z Flip 3.
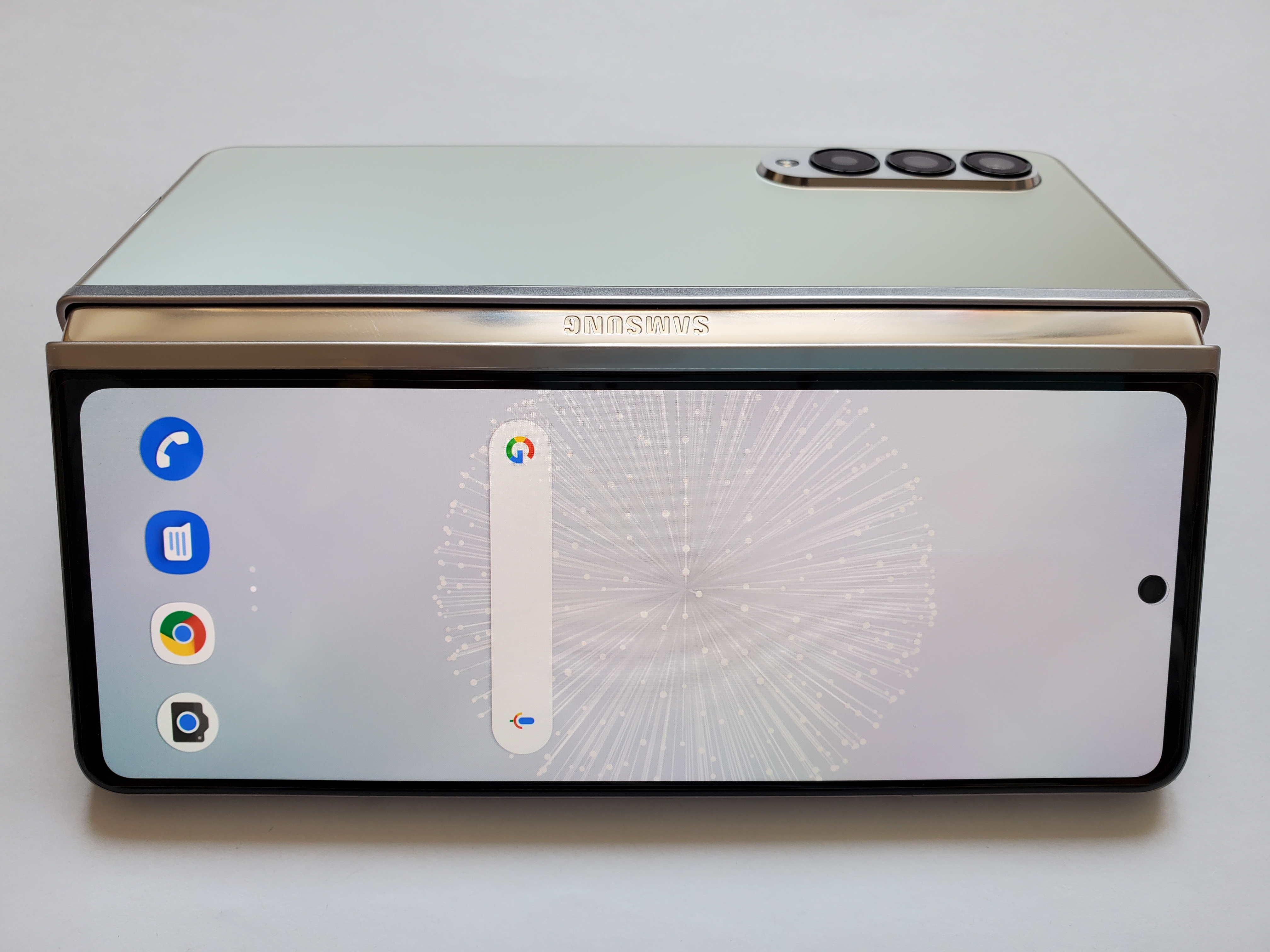
Le Samsung Galaxy Z Fold 3.
Logo du Samsung Galaxy Z Fold 3.